# Brenda Taylor
Brenda Taylor (anglès: Brenda Susan Taylor)  (Nanaimo, 28 d'octubre de 1962) és una exremadora canadenca que va competir durant les dècades de 1980 i 1990.
El 1992 va prendre part en els Jocs Olímpics de Barcelona, on va guanyar la medalla d'or les proves del vuit amb timoner i quatre sense timoner del programa de rem. En el seu palmarès també destaquen dues medalles d'or al Campionat del món de rem
El 2013 fou incorporada al Canada's Sports Hall of Fame.